# Sylvia Sutherland
Sylvia Sutherland (* 1940 oder 1941) ist eine ehemalige kanadische Politikerin (Ontario Liberal Party) und Journalistin.

## Leben und Karriere
Sutherland studierte am Ryerson Institute of Technology und schloss mit einem Diplom in Journalismus ab. An der Trent University erhielt sie 1968 einen Bachelor of Arts (Honours) in Geschichte und von der University of Reading später ein Post Graduate Certificate in Education. Beim Toronto Telegram war sie als Journalistin tätig. Außerdem war sie später als Fernsehmoderatorin unter anderem für Politmagazine, Kochsendungen und Literaturfernsehsendungen mit Buchvorstellungen aktiv. 1985 beendete sie ihre Fernsehkarriere ab. In den 1980er Jahren verfasste sie außerdem eine wöchentliche  Kolumne für die Zeitung Peterborough Examiner.
Sie war Alderman in Norwood. Sie trat bei der Wahl 1980 als Kandidatin der Ontario Liberal Party gegen den Abgeordneten der Progressive Conservative Party of Ontario, Bill Domm, an und unterlag mit 2.215 Stimmen. Sutherland war auch Kandidatin der Liberalen für das Provinzparlament bei der Wahl 1995. Sie unterlag dem Progressive Conservative-Kandidaten Gary Stewart.
Sie war von 1986 bis 1991 und von 1998 bis 2006 Bürgermeisterin von Peterborough, Ontario für fünf Amtsperioden. Damit ist sie die Bürgermeisterin mit der längsten Amtszeit in der Geschichte der Stadt. 2004 plante sie die Teilnahme an Nacktaufnahmen für einen Kalender zugunsten von Flutopfern der Flutkatastrophe von Peterborough im Jahre 2004.
Im März 2007 wurde sie für eine fünfjährige Amtszeit beim Ontario Municipal Board ernannt. Im Juni 2012 nahm sie in dieser Funktion den Vorsitz einer Anhörung wahr, bei der es um die Entscheidung zugunsten des Betriebs eines Hostels für Rucksacktouristen am Rande der Innenstadt ging. Dabei handelte es sich um ihren dritten Fall in Peterborough. Zuvor leitete Sutherland die Sitzung in zwei Fällen, darunter einem Einspruch, der die Zonierung eines Anwesens in der Rogers Street in East City betraf. Vor diesen Fällen wurde sie nicht für Fälle eingesetzt, die ihre Gemeinde behandeln, obwohl es diesbezüglich ihr zufolge keine Regelung gibt.
Sutherland ist verheiratet. 1967 zog sie mit ihrem Ehemann Dr. David Sutherland von Toronto nach Peterborough. Ihr Ehemann war der erste Präsident des Sir Sandford Fleming College. Im August 2010 wurde sie zu einer Geldstrafe und zu einer Geldspende für einen wohltätigen Zweck verurteilt. Sutherland hatte zuvor ein Verkehrsschild nicht beachtet und den Tod einer Autofahrerin verursacht.
Im April 2006 wurde sie von der Trent University mit dem Alumni Association’s Distinguished Alumni Award ausgezeichnet. Im Juni 2012 wurde sie mit der Queen’s Jubliee Medal ausgezeichnet.